# Cricqueville-en-Auge
Cricqueville-en-Auge est une commune française, située dans le département du Calvados en région Normandie, peuplée de 184 habitants.

## Géographie

### Lieux-dits et écarts
Ses lieux-dits et écarts sont : Angoville-la-Véran (commune indépendante jusqu'en 1837), le Lieu Durand, le Cour Brûlée, Bassebourg, la Cour de l'Épinay, le Lieu Larue, les Épines Noires, le Moulin, le Lieu de la Pierre, les Quatre Nations, Belmare, l'Épine, Montavigny, le Lieu Lambert, la Cour de la Ruette, le Pont Frémy et les Monts.

### Hydrographie
La commune est située dans le bassin Seine-Normandie. Elle est drainée par le Grand Canal, l'Ancre, des bras de l'Ancre et un autre petit cours d'eau,.
Le Grand Canal, un canal, chenal et un cours d'eau naturel non navigable d'une longueur de 15 km, prend sa source dans la commune de Hotot-en-Auge et se jette  dans la Dives à Périers-en-Auge, après avoir traversé six communes. 
L'Ancre, d'une longueur de 17 km, prend sa source dans la commune d'Annebault et se jette  dans la Dives à Varaville, après avoir traversé neuf communes. Les caractéristiques hydrologiques de l'Ancre sont données par la station hydrologique située sur la commune. Le débit moyen mensuel est de 0,462 m3/s. Le débit moyen journalier maximum est de 10 m3/s, atteint lors de la crue du 30 avril 2018. Le débit instantané maximal est quant à lui de 13,3 m3/s, atteint le même jour.

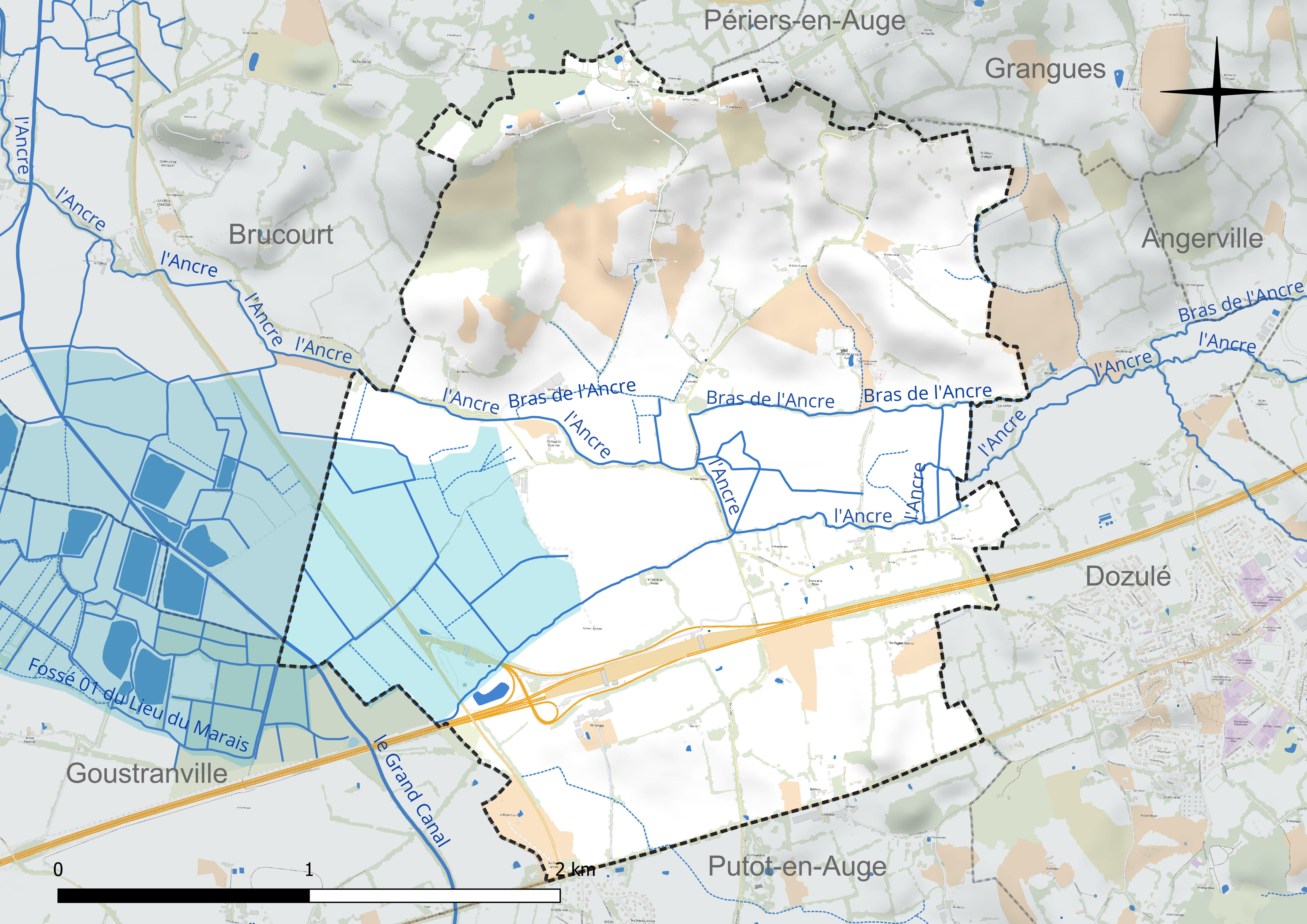
Réseau hydrographique de Cricqueville-en-Auge.

### Climat
Pour des articles plus généraux, voir Climat de la Normandie et Climat du Calvados.
En 2010, le climat de la commune est de type climat océanique altéré, selon une étude du CNRS s'appuyant sur une série de données couvrant la période 1971-2000. En 2020, Météo-France publie une typologie des climats de la France métropolitaine dans laquelle la commune est exposée à un climat océanique et est dans la région climatique  Normandie (Cotentin, Orne), caractérisée par une pluviométrie relativement élevée (850 mm/a) et un été frais (15,5 °C) et venté. Parallèlement le GIEC normand, un groupe régional d'experts sur le climat, différencie quant à lui, dans une étude de 2020, trois grands types de climats pour la région Normandie, nuancés à une échelle plus fine par les facteurs géographiques locaux. La commune est, selon ce zonage, exposée à un « climat des plateaux abrités », correspondant à la plaine agricole de Caen à Falaise, sous le vent des collines de Normandie et proche de la mer, se caractérisant par une pluviométrie et des contraintes thermiques modérées.
Pour la période 1971-2000, la température annuelle moyenne est de 10,8 °C, avec  une amplitude thermique annuelle de 12,3 °C. Le cumul annuel moyen de précipitations est de 717 mm, avec 12,3 jours de précipitations en janvier et 7,7 jours en juillet. Pour la période 1991-2020, la température moyenne annuelle observée sur la station météorologique la plus proche, située sur la commune de Sallenelles à 12 km à vol d'oiseau, est de 11,8 °C et le cumul annuel moyen de précipitations est de 735,8 mm,. Pour l'avenir, les paramètres climatiques de la commune estimés pour 2050 selon différents scénarios d'émission de gaz à effet de serre sont consultables sur un site dédié publié par Météo-France en novembre 2022.

## Urbanisme

### Typologie
Au 1er janvier 2024, Cricqueville-en-Auge est catégorisée commune rurale à habitat dispersé, selon la nouvelle grille communale de densité à 7 niveaux définie par l'Insee en 2022.
Elle est située hors unité urbaine. Par ailleurs la commune fait partie de l'aire d'attraction de Dives-sur-Mer, dont elle est une commune de la couronne,. Cette aire, qui regroupe 12 communes, est catégorisée dans les aires de moins de 50 000 habitants,.

### Occupation des sols
L'occupation des sols de la commune, telle qu'elle ressort de la base de données européenne d'occupation biophysique des sols Corine Land Cover (CLC), est marquée par l'importance des territoires agricoles (97,3 % en 2018), une proportion identique à celle de 1990 (97,3 %). La répartition détaillée en 2018 est la suivante : 
prairies (97,3 %), forêts (2,5 %), milieux à végétation arbustive et/ou herbacée (0,2 %). L'évolution de l'occupation des sols de la commune et de ses infrastructures peut être observée sur les différentes représentations cartographiques du territoire : la carte de Cassini (XVIIIe siècle), la carte d'état-major (1820-1866) et les cartes ou photos aériennes de l'IGN pour la période actuelle (1950 à aujourd'hui).

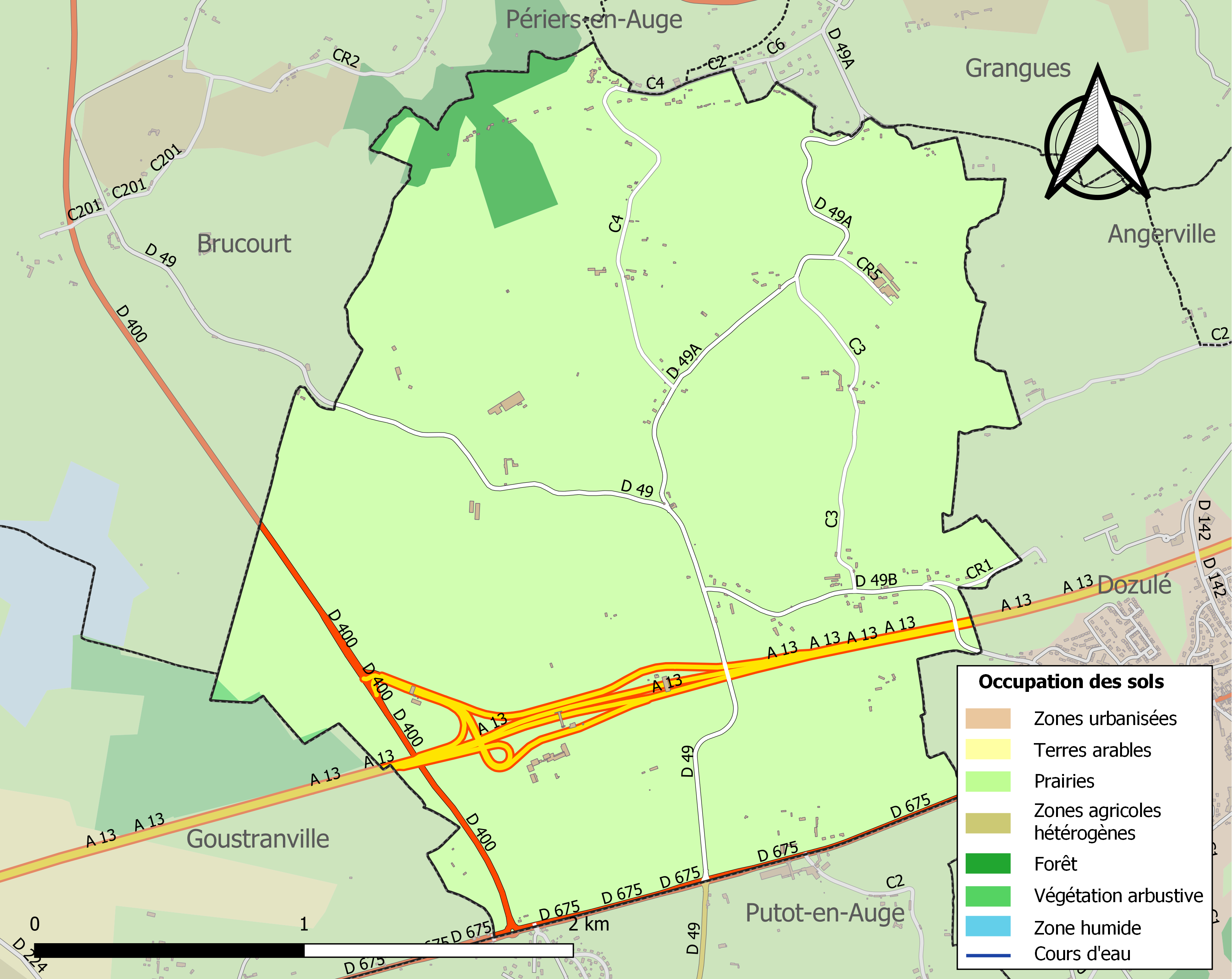
Carte des infrastructures et de l'occupation des sols de la commune en 2018 (CLC).

## Toponymie
Le nom de la localité est attesté sous les formes Kuerkevilla et Kerkevilla au XIIIe siècle (pouillé de Lisieux, p. 52), Criqueville en 1371 (visite des forteresses).
Il s'agit d'une formation toponymique médiévale en -ville au sens ancien de « domaine rural » (ancien français vile « domaine rural, village » du gallo-roman VILLA « grand domaine rural »).
Le premier élément Cricque- représente sans doute un appellatif toponymique d'origine scandinave, à savoir kirkja « église », devenu crique par métathèse de [r]. Il existe quelques cas pour lesquels l'élément -ville peut être précédé d'un appellatif vieux norrois, cf. Bouville (Seine-Maritime). L'hypothèse d'un nom de personne norrois *Kriki, non attesté, est donc inutile ou encore par le mot kriki > crique ne fait pas sens.
Le déterminant complémentaire en Auge a été rajouté pour éviter la confusion avec d'autres Criqueville dans le même département.

## Politique et administration

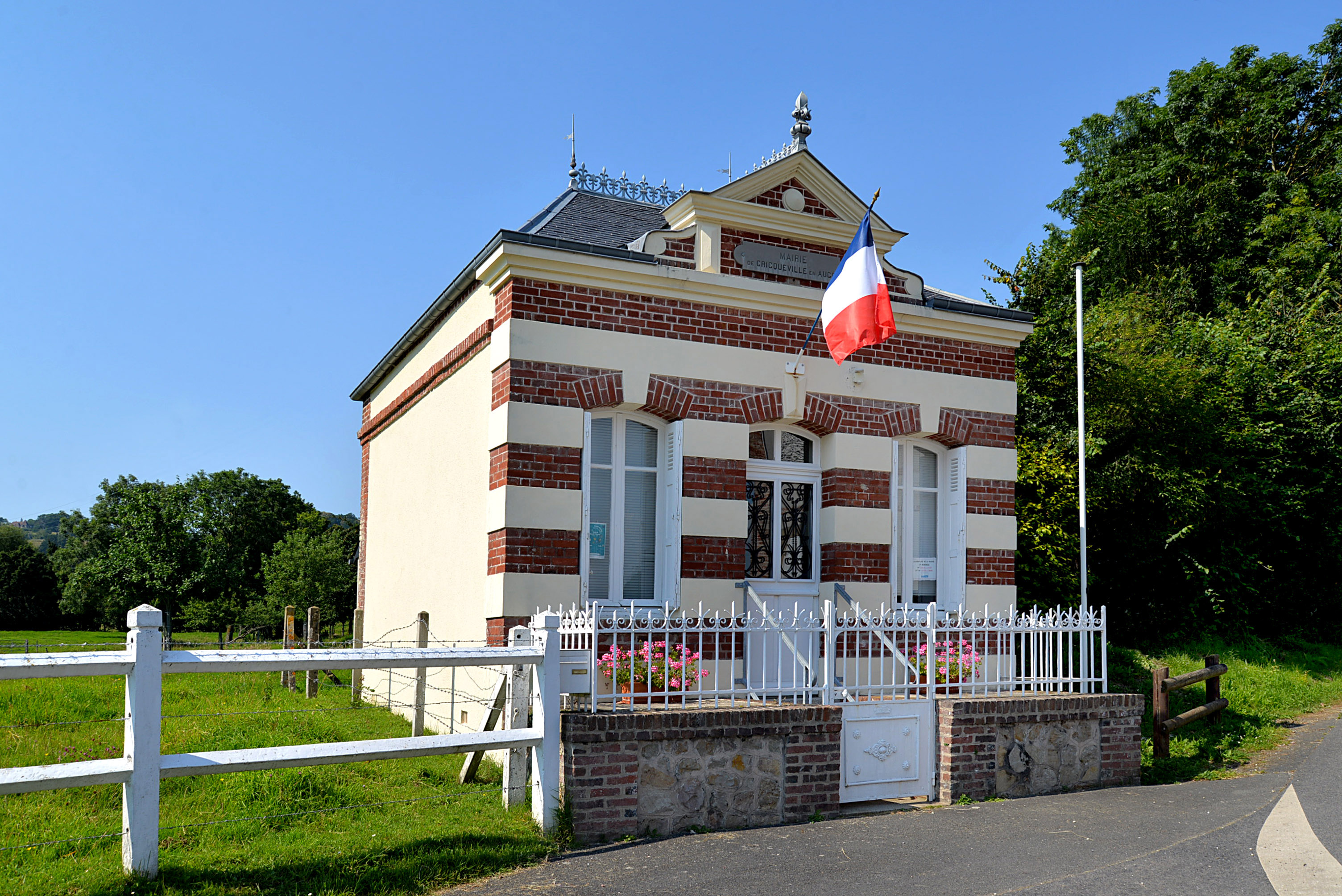
La mairie.

| Période   | Période   | Identité         | Étiquette | Qualité                       |
| --------- | --------- | ---------------- | --------- | ----------------------------- |
| 1946      | 1959      | Madeleine Lecœur | SE        | Agricultrice                  |
| 1959      | mars 2001 | Raoul Lecoeur    | SE        | Agriculteur                   |
| mars 2001 | mars 2014 | Jean L'Hostis    | SE        | Électromécanicien retraité    |
| mars 2014 | En cours  | Didier Lecœur    | SE        | Retraité profession juridique |

## Démographie
L'évolution du nombre d'habitants est connue à travers les recensements de la population effectués dans la commune depuis 1793. Pour les communes de moins de 10 000 habitants, une enquête de recensement portant sur toute la population est réalisée tous les cinq ans, les populations de référence des années intermédiaires étant quant à elles estimées par interpolation ou extrapolation. Pour la commune, le premier recensement exhaustif entrant dans le cadre du nouveau dispositif a été réalisé en 2006.
En 2022, la commune comptait 184 habitants, en évolution de −0,54 % par rapport à 2016 (Calvados : +1,58 %, France hors Mayotte : +2,11 %).
Sous l'Ancien Régime, avant la Révolution, Criqueville-en-Auge comptait déjà 1 feux privilégiés et 12 feux taillables (environ 40 habitants).
| 1793 | 1800 | 1806 | 1821 | 1831 | 1836 | 1841 | 1846 | 1851 |
| ---- | ---- | ---- | ---- | ---- | ---- | ---- | ---- | ---- |
| 137  | 156  | 170  | 169  | 256  | 218  | 225  | 230  | 210  |

| 1856 | 1861 | 1866 | 1872 | 1876 | 1881 | 1886 | 1891 | 1896 |
| ---- | ---- | ---- | ---- | ---- | ---- | ---- | ---- | ---- |
| 213  | 238  | 223  | 204  | 184  | 190  | 205  | 182  | 169  |

| 1901 | 1906 | 1911 | 1921 | 1926 | 1931 | 1936 | 1946 | 1954 |
| ---- | ---- | ---- | ---- | ---- | ---- | ---- | ---- | ---- |
| 163  | 189  | 179  | 146  | 139  | 140  | 142  | 131  | 166  |

| 1962 | 1968 | 1975 | 1982 | 1990 | 1999 | 2006 | 2011 | 2016 |
| ---- | ---- | ---- | ---- | ---- | ---- | ---- | ---- | ---- |
| 136  | 120  | 124  | 102  | 125  | 155  | 186  | 186  | 185  |

| 2021 | 2022 | - | - | - | - | - | - | - |
| ---- | ---- | - | - | - | - | - | - | - |
| 187  | 184  | - | - | - | - | - | - | - |

## Lieux et monuments
- L'église de Cricqueville, sous le patronage de saint Germain, date du XVIe siècle. Une chapelle funéraire seigneuriale accolée à l'église a été transformée en sacristie.

Selon Jacques Lalubie, l'église est dédiée à saint Germain l'Écossais, saint vénéré en Normandie.
- Le château de Cricqueville date de 1584.
- Dans la vallée de l'Ancre se trouve l'abbaye du Royal Pré[25]. Elle a été fondée en 1255 sous le nom de « Saint-Michel-de-Bassebourg ». En 1257, elle est connue comme « Regale Pratum », puis, au XVIe siècle, comme « Réaupré »[28].
- La mairie est typique des petites mairies du pays d'Auge[29].

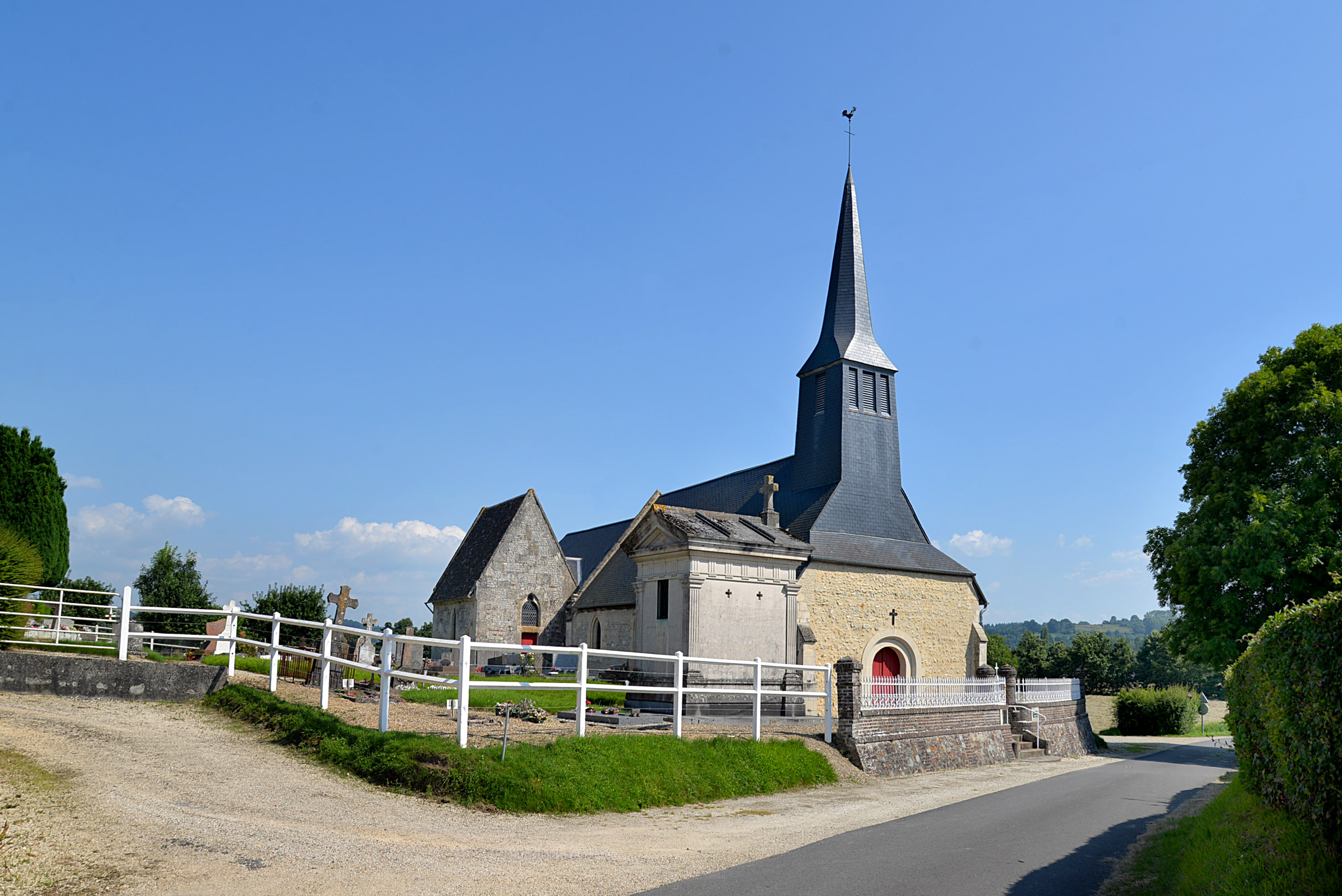
L'église Saint-Germain et la sacristie.
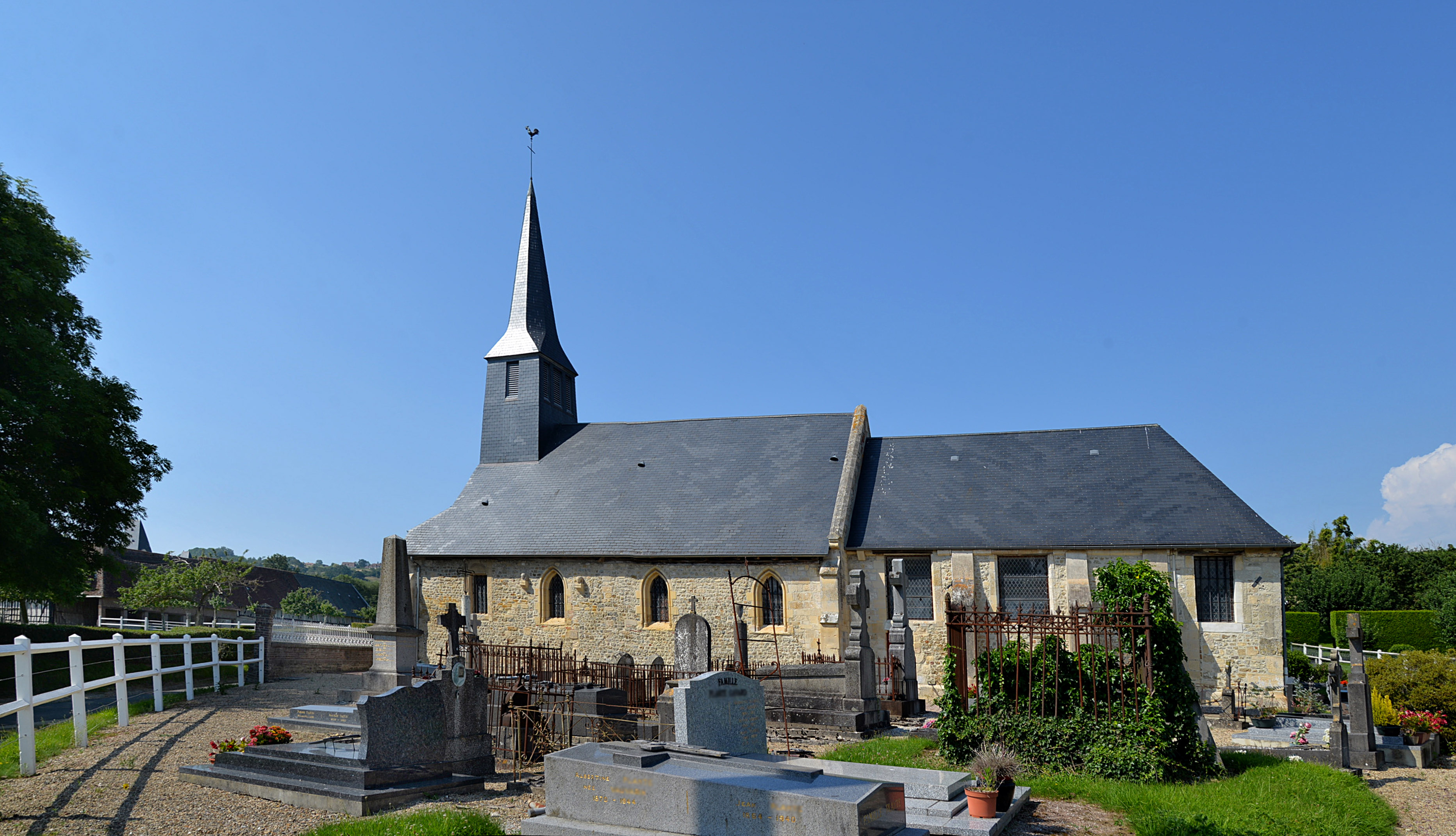
L'église Saint-Germain.
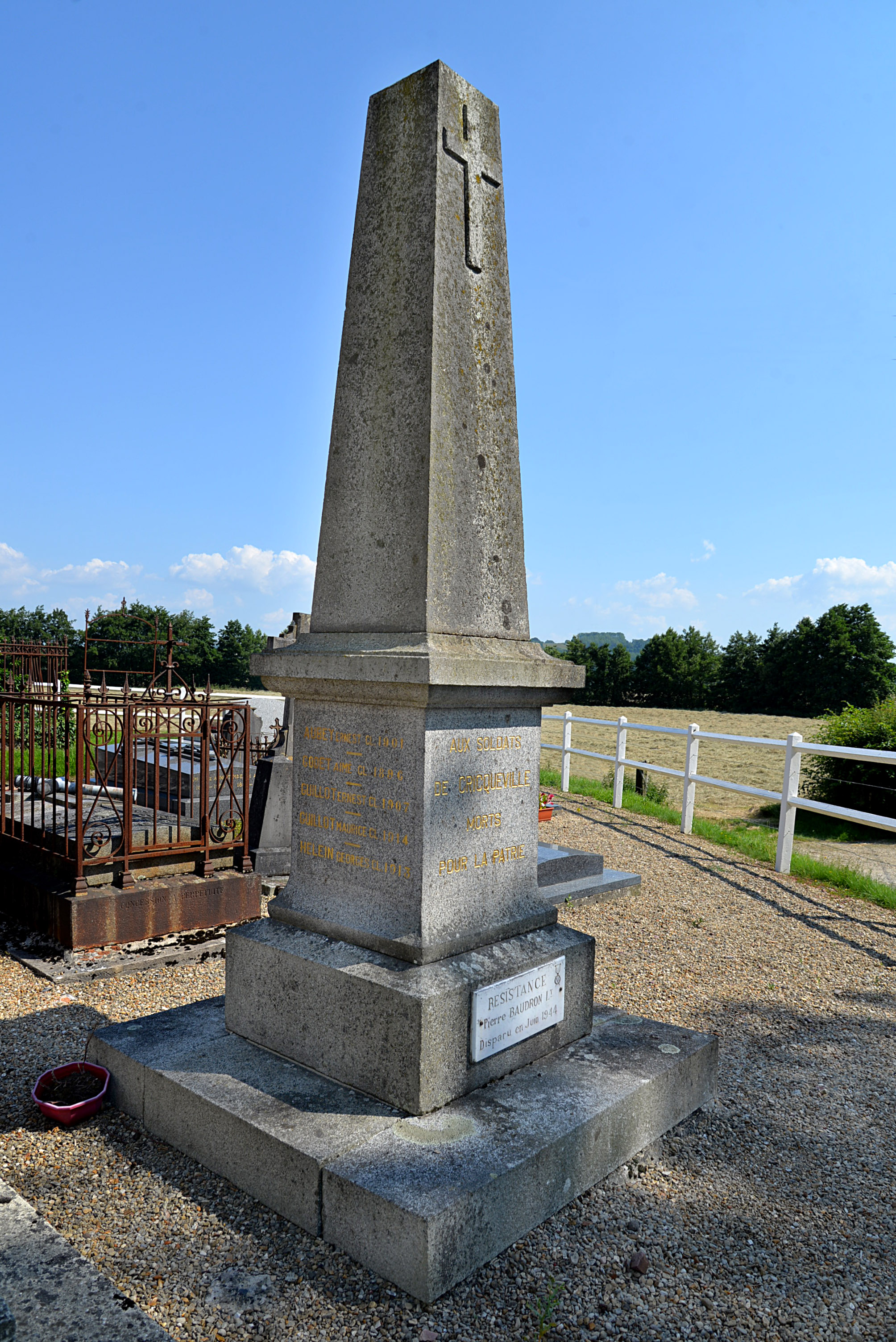
Le monument aux morts.
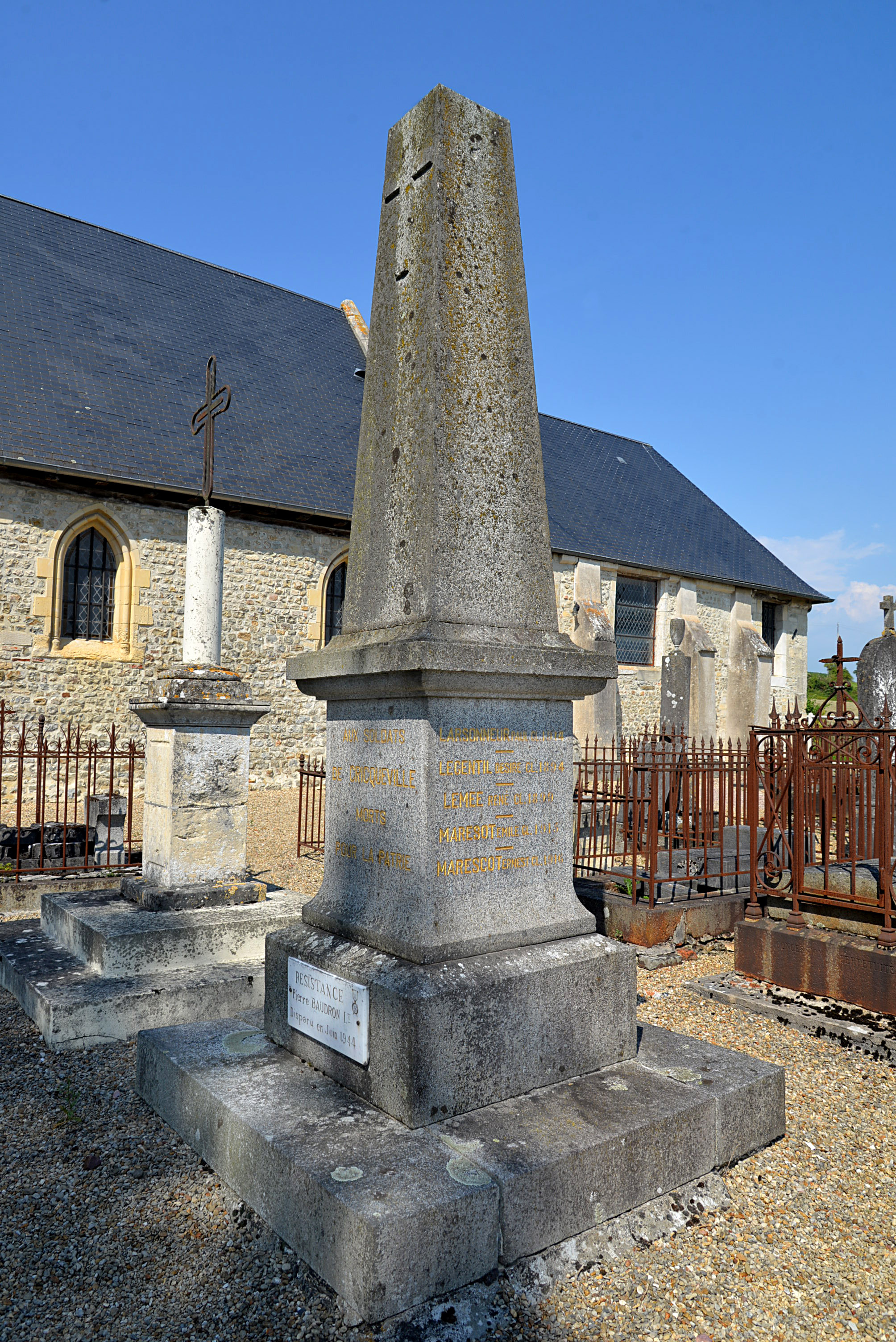
Le monument aux morts.